# David Ruhnken
David Ruhnken (2. januar 1723 i nærheden af Stolp i Pommern—14. maj 1798 i Leyden) var en nederlandsk filolog. 
Han studerede først i Wittenberg, men gik allerede 1744 til Leyden, hvor Hemsterhuis blev hans lærer, og følte sig snart mere som nederlænder end som tysker. Han blev 1757 lektor i græsk i Leyden og 1761 efter Oudendorps død professor i historie og veltalenhed. Af hans skrifter, der væsentlig behandler kritiske spørgsmål, kan nævnes hans Epistolæ criticæ (Leyden 1749 og 1751) og udgaver af Timæi Sophistæ Lexicon vocum Platonicarum (1754), Rutilius Lupus (1768), Vellejus Paterculus (1779) og den homeriske hymne til Demeter (1780 og 1782). Et mesterværk i formel henseende er hans Elogium Tiberii Hemsterhusii (1768). Hans udgave af scholierne til Platon blev udgivet efter hans død af Wyttenbach (1800), som desuden har beskrevet hans levned (Vita Ruhnkenii, 1799). Efter Ruhnkens død udgavs også hans Opuscula (2. oplag 1823) og hans Orationes, dissertationes, epistolæ (ved Friedemann, 2 bind, Braunschweig 1828).